# 灰绿龙胆
灰绿龙胆（学名：Gentiana yokusai）是龙胆科龙胆属的植物。分布在台湾岛、朝鲜以及中国大陆的湖北、江苏、贵州、安徽、福建、广东、陕西、湖南、山西、河北、四川、江西等地，生长于海拔50米至2,650米的地区，常生长在荒地、山坡阳处、空旷地、林下、水边湿草地、路旁、农田、山顶草地或灌丛中，目前尚未由人工引种栽培。

## 异名
- Gentiana tenuissima Hayata
- Gentiana yokusai Burk. var. cordifolia T. N. Ho
- Gentiana yokusai Burk. var. japonica Burk.